# NBA 3X
El NBA 3X es un torneo de exhibición organizado por BBVA en España que ofrece a los jugadores de baloncesto más jóvenes la oportunidad de vivir la NBA de forma directa en un entorno familiar y desafiarse junto a sus amigos en una competición por ser campeones del torneo. Está abierto a todos los niños y niñas en equipos de tres o cuatro jugadores dentro de los siguientes grupos de edad: Sub-12, Sub-14, Sub-16, Sub-18 y 18+.
Desde la primera edición de NBA 3X presentada por BBVA en 2012, más de 3.000 equipos y 11.000 jugadores de toda España han participado en este evento. Se puede relacionar como una secuela de NBA 5 United, que también invita a jugadores de la NBA y atletas locales de streetball, incluidas las leyendas de la NBA Bruce Bowen, Ron Harper y Robert Horry, quienes juntos tienen 15 anillos de la NBA, estrella en ascenso de los Philadelphia 76ers y 2013 All Star Jrue Holiday y 2012 All Rookie First Team Kenneth Faried de los Denver Nuggets.

## Eventos por año

### 2013
El NBA 3X Tour de 2013 contó con actividades patrocinadas como BBVA Knockout, adidas Skills Challenge, Eagle Slam Cam, Spalding pop-a-shot, Sprite Slam Dunk Contest y Oscar Mayer Dunk Tank. Actuaciones en directo de DJs, sesiones de autógrafos, apariciones de jugadores y exjugadores de la NBA y actuaciones de equipos de baile o clavadas, sorteos de merchandising de la NBA y muchas otras actividades.

### 2015
Además del torneo 3x3, habrá actividades como el BBVA Chill Zone, con la activación de Instaprint para imprimir directamente las fotos de los aficionados en Instagram con el hashtag del evento; Holograma de BBVA, donde los fanáticos pueden conectarse virtualmente con Kevin Durant, seis veces ganador del All-Star de la NBA, MVP de la temporada 2013-14 y embajador de BBVA; Skills Challenge, donde se pondrá a prueba el regate de los aficionados en una carrera de obstáculos, entre otros.

### 2018
El torneo 3x3 comenzaría con el siguiente itinerario: 11 y 12 de mayo en Málaga con Ron Harper, 18 y 19 de mayo en Valencia con Jrue Holiday, 8 y 9 de junio en Madrid con Robert Horry, 13 y 14 de julio en Vigo con Kenneth Faried, 20 y 21 de julio en Barcelona con Kenneth Faried, 14 y 15 de septiembre en Barcelona con Bruce Bowen y 21 y 22 de septiembre en Toledo con Bruce Bowen, culminando con la final nacional de la 3X, del 4 de septiembre al 6 de octubre, en Bilbao.

## Invitados especiales

### Jugadores de NBA
- A.C. Green
- Bruce Bowen (2012)[5]
- Dominique Wilkins (2013)[6]
- Rudy Gay (2015)
- Ron Harper (2018)